# Eivind Groven

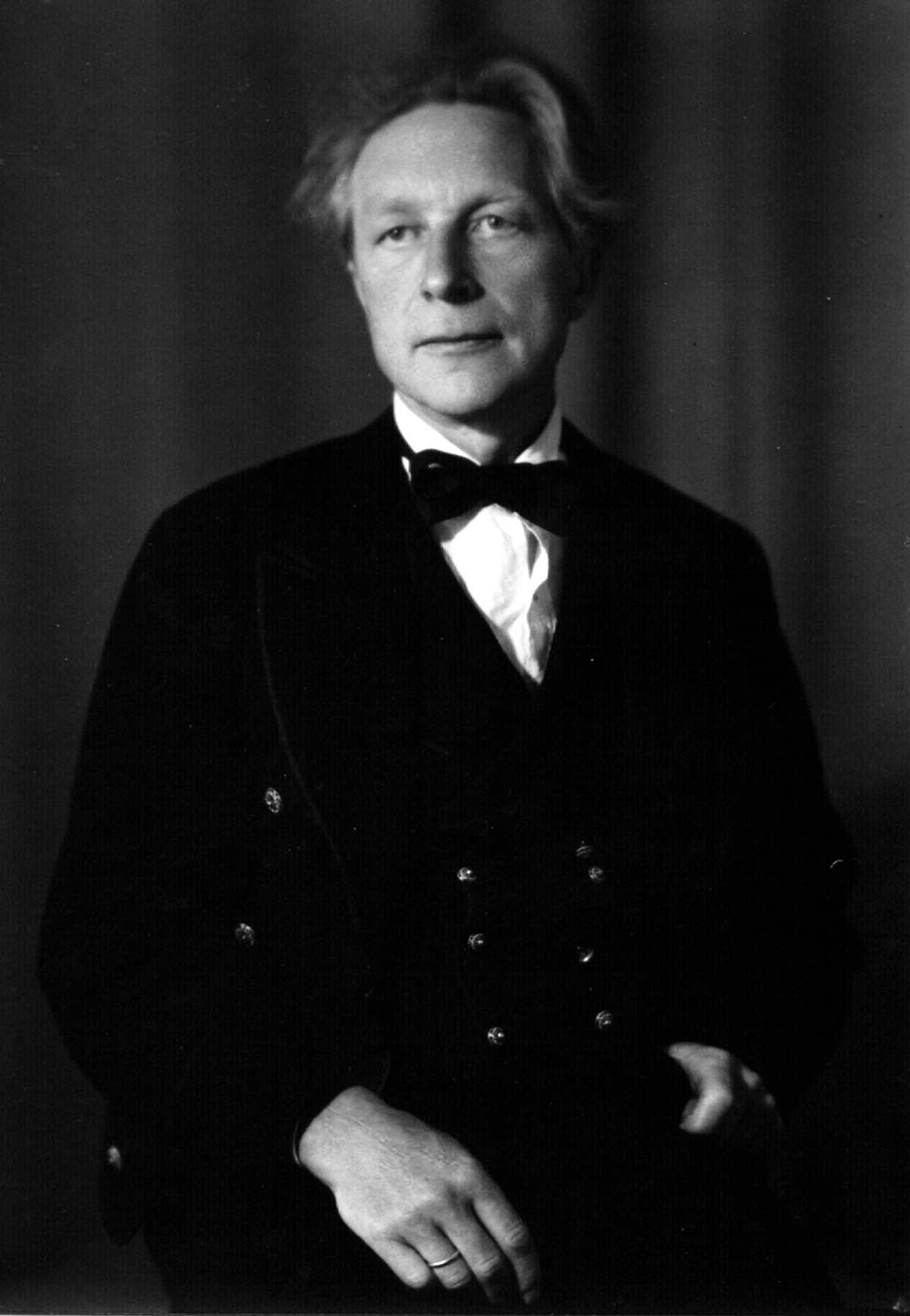
Eivind Groven

Eivind Groven, född 8 oktober 1901 i Lårdal, Telemark, död 8 februari 1977 i Oslo, var en norsk kompositör och musikteoretiker.

## Biografi
Groven var son till en lärare och bonde från Telemark fylke i södra Norge, och från båda föräldrarna hade han ärvt en mångsidig tradition av folkmusik från flera generationer bakåt i tiden.
Hans studier i norsk folkmusik präglade sedan hans egen tonsättarverksamhet och påverkade hans intresse för akustiska problem. Han har bl. a. konstruerat en renstämd orgel och en omstämningsanordning för pianon. Bland hans skrifter märks Temperering och renstämning (1948).
Grovens mest kända komposition är uvertyren Hjalarljod. Han komponerade också den norska radions paussignaler.